# Spencer Mountain
Spencer Mountain est une ville américaine située dans le comté de Gaston dans l'État de Caroline du Nord. En 2010, sa population était de 37 habitants.

## Démographie
| 1970 | 1980 | 1990 | 2000 | 2010 | - |
| ---- | ---- | ---- | ---- | ---- | - |
| 300  | 169  | 135  | 51   | 37   | - |

## Source de la traduction
- (en) Cet article est partiellement ou en totalité issu de l’article de Wikipédia en anglais intitulé « Spencer Mountain » (voir la liste des auteurs).